# Герб Вітебська
Герб Ві́тебська (біл. тарашк. Герб Віцебску, біл. Герб Вітебска) — геральдичний символ обласного центра Білорусі міста Вітебська, наданий місту королем польським і великим князем литовським Сигізмундом Вазою 17 березня 1597 року:
|  | «в блакитному полі погрудний зображення Ісуса Христа, під якою червоний меч». |

Витяг з відповідного великокнязівського привілею:
|  | Герб надаем месту нашему Витебскому в блакитном полю образ Спаса Збавителя нашего, и при том зараз трохи нижей меч голый червоный, что ся мает разуметь кровавый. |

У сучасній Білорусі офіційний статус отримав 9 лютого 2004 року.
Офіційний опис:
| - | Герб міста Вітебська являє собою зображення в блакитному полі іспанського щита образу Спаса Спасителя в профілі, під ним розміщується оголений червоний меч. Як щитотримачі — фігурки ангелів. |

Однак 2 червня 2009 року герб Вітебська затвердили заново, з іншим описом:
| - | Герб міста Вітебська являє собою іспанський щит, у блакитному полі якого зображення ікони Спасителя, обернене праворуч, навколо його голови вгорі праворуч — літери «IΣ» і лівіше — літери «ХΣ» з титлом, нижче праворуч і ліворуч — дві літери «С» з титлом. У нижній частині щита зображення спрямованого вістрям вліво срібного меча із золотим руків'ям. Щит розташовується в червоному картуші барокової форми, який доповнюється червоними квітами і зеленими стрічками. Під ним розташовані дві лаврові гілки зеленого кольору, переплетені червоною стрічкою. Герб вінчає херувим з розпростертими крилами. За щитотримачів — зображення двох ангелів зі стрічками блакитного кольору в руках. |

Герб є незвичайним у тому плані, що тут поєднано релігійну і оборонну символіку.